# Боица (Сибињ)
Боица (рум. Boița) насеље је у Румунији у округу Сибињ у општини Боица. Oпштина се налази на надморској висини од 374 m.

## Историја
По државном шематизму православног клира 1846. године у месту су били пароси: поп Јован Поповић, поп Марко Катона и поп Јован Ротарију. Број православних породица је износио 424.

## Становништво
Према подацима из 2002. године у насељу је живело 1517 становника.

### Попис2002.
| Расподела становништва по националности 2002.‍ | Расподела становништва по националности 2002.‍ | Расподела становништва по националности 2002.‍ | Расподела становништва по националности 2002.‍ | Расподела становништва по националности 2002.‍ |
| --------------------------------------------- | --------------------------------------------- | --------------------------------------------- | --------------------------------------------- | --------------------------------------------- |
|                                               |                                               |                                               |                                               |                                               |
| Румуни                                        | Румуни                                        |                                               | 1.493                                         | 98,4%                                         |
| Мађари                                        | Мађари                                        |                                               | 24                                            | 1,6%                                          |